# Umoja (album)

De dertien landen waarin Umoja werd opgenomen

Umoja is het zevende album van BLØF en kwam uit op 3 maart 2006.

## Geschiedenis
Dit album werd opgenomen in dertien verschillende landen met medewerking van plaatselijke artiesten. Het album was voordat het verscheen al platina en behaalde de eerste plaats in de Album Top 100.
Umoja betekent in het Swahili 'saamhorigheid, eenwording en eenheid'. In totaal behaalde het album driemaal platina.
In september 2007 kwam de documentaire Umoja Live: Een manier om thuis te komen uit in de bioscoop, over de totstandkoming van het album en de concertenreeks in het Luxor.

## Tracklist
| Track | Titel                        | Land van opname  | Opnamedatum    | Duur |
| ----- | ---------------------------- | ---------------- | -------------- | ---- |
| 01    | Binnenstebuiten (Yele)       | Kenia            | oktober 2003   | 6:03 |
| 02    | Mens                         | Turkije          | december 2003  | 3:56 |
| 03    | Aanzoek zonder ringen        | Japan            | september 2005 | 4:43 |
| 04    | Hemingway                    | Cuba             | maart 2004     | 3:41 |
| 05    | Wennen aan september         | Verenigde Staten | juli 2004      | 4:19 |
| 06    | Geen tango                   | Argentinië       | januari 2005   | 4:37 |
| 07    | Laag bij de grond            | Nigeria          | september 2004 | 4:21 |
| 08    | Herinnering aan later        | Portugal         | juni 2004      | 3:19 |
| 09    | Vreemde wegen                | Ierland          | oktober 2005   | 4:16 |
| 10    | Donker hart                  | Rusland          | november 2005  | 4:07 |
| 11    | Een manier om thuis te komen | Bhutan           | mei 2005       | 5:11 |
| 12    | De hemel is de aarde         | Australië        | september 2005 | 4:31 |
| 13    | Eén en alleen                | India            | maart 2005     | 7:01 |

## Gastmuzikanten

### Binnenstebuiten (Yele)
- Harry Kimani - zang
- George Odero Achieng - orutu (Afrikaanse viool)
- Ongeri Magati, o.b.a. 'Magao' - percussie
- Charles Obuya Owino, o.b.a. 'Charlotti' - percussie
- Wicyllffe Chagala Idah, o.b.a. 'Kaboge' - percussie
- Urvin Magarita - percussie

Swahili vertaling van Harry Kimani

### Mens
- Omar Faruk Tekbilek - zurna, baglama en percussie

### Aanzoek zonder ringen
Kodō
- Tsubasa Hori - oke gun
- Eiichi Saito - oke daiko
- Yoshie Sunahata - oke daiko
- Tomohiro Mitome - chu daiko
- Kazuki Imagai - chu daiko
- Mitsuru Ishizuka - hirado

### Hemingway
- Eliades Ochoa - zang en gitaar
- Alberto Rodriguez Pineda - tres
- Haruhiko Kono - quiro

Gustav Klimt Kwartet
- Arlia de Ruiter - eerste viool
- Lorre Trytten - tweede viool
- Mieke Honingh - altviool
- Bastiaan van der Werf - cello

Arrangement van Tom Bakker, Spaanse vertaling van Annet Jimènez Rodriguez en Peter Slager

### Wennen aan september
Counting Crows
- Adam Duritz - zang
- David Immerglück - elektrische gitaar en mandoline

Nederlandse tekst van Peter Slager, Engelse tekst van Adam F. Duritz

### Geen tango
- Carel Kraayenhof - bandoneon

Orquesta Tipica Sans Souci
- Leonardo Ferreya - viool
- Fabian Bertero - viool
- Guillermo Ferreyra - viool
- Sophie Lussi - viool
- Felipe Ricciardi - bandoneon
- Raúl Salvetti - bandoneon
- Afredo Gomez - bandoneon
- Eleonora Ferreyra - bandoneon
- Silvio Acosta - contrabas
- Leonardo Fabricio Fernández - piano

Arrangement van Carel Kraayenhof en Tom Bakker

### Laag bij de grond
- Femi Kuti - zang en saxofoon
- Saidi Obara - percussie
- Adekunle Adeyemi - percussie
- Tiwalade Ogunlowo - trombone
- Emmanuel Abowoba - saxofoon
- Olugbenga Laleye - trompet
- Tayo Olajide - zang en dans
- Anthonia Bernards - zang en dans
- Yemi Oriyomi - zang en dans
- Comfort Adenike Michael - zang en dans
- Olayinka Anjorin - zang en dans

### Herinnering aan later
- Cristina Branco - zang
- Custódio Castelo - Portugese gitaar

Portugese vertaling van Mila Vidal Paletti, Christina Branco en Peter Slager

### Vreemde wegen
- Terry Woods - bouzouki en concertina
- Paul Harrigan - uilleann pipes en tinwhistle
- Shane Martin - bhodrun

### Donker hart
- Natalia Sergeeva - viool
- Liana Zingarenko - viool
- Olga Vikovisheva - altviool
- Liubov Pavlova - cello
- Elena Abrosimova - contrabas

Arrangement van Peter Bauwens

### Een manier om thuis te komen
- Jigme Drukpa - zang, dranyen en lim
- Ugyen Tshewang - cymbalen
- Dung Norbu - hoorn
- Tsagay - hoorn
- Tashi Wangchuk - trommel

### De hemel is de aarde
- Mark Atkins - didgeridoo
- Mark Robinson - didgeridoo
- Bronson - zang en clapsticks

### Eén en alleen
- Pravin Godkhindi - bansuri
- Rafiuddin Sabri - tabla
- L. Kishore Kumar - sitar
- Santosh Mishra - sarangi
- Dhroeh Nankoe - zang

## Open Disc
Umoja maakt gebruik van een Open Disc-systeem. Wanneer de cd van Umoja in de computer wordt gestopt, kan er verbinding worden gemaakt met internet en kan er speciaal materiaal worden gedownload. Eind november 2006 gaf BLØF een gratis album met liveopnamen van hun theatertournee uit 2005 weg als download via het Open Disc-systeem, getiteld XXS.

## Singles
- "Aanzoek zonder ringen"
- "Hemingway"
- "Mens"
- "Een manier om thuis te komen"
- "Donker hart"